# Amorphophallus tonkinensis
Amorphophallus tonkinensis är en kallaväxtart som beskrevs av Adolf Engler och Karl Gehrmann. Amorphophallus tonkinensis ingår i släktet Amorphophallus och familjen kallaväxter. Inga underarter finns listade.